# Cabildo Indigenal de la Santísima Trinidad
El Cabildo Indigenal de La Santísima Trinidad es una institución cultural y organizativa de origen colonial que representa a los pueblos indígenas mojeños trinitarios en la ciudad de Trinidad, Bolivia. Fundado en 1701 por mandato jesuita, este cabildo ha sido fundamental en la preservación de las tradiciones, lengua y herencia cultural de los mojeños, así como en la organización de festividades y la rearticulación de espacios culturales identitarios. 

## Historia
El Cabildo Indigenal de Trinidad tiene sus raíces en las misiones jesuíticas de Mojos, establecidas a finales del siglo XVII. En 1701, bajo la dirección del padre Diego Francisco Altamirano, se ordenó la creación de este cabildo para que los indígenas pudieran gobernar y administrar sus comunidades. Durante el periodo jesuítico, los misioneros impartieron conocimientos en diversas disciplinas como arte, música, carpintería y arquitectura, fortaleciendo las capacidades de autogestión de los pueblos originarios.
En la época colonial, el Cabildo desempeñó funciones de justicia, gobierno y organización de las festividades locales, siendo conformado por autoridades indígenas como caciques, alcaldes y corregidores, elegidos anualmente bajo la supervisión de un sacerdote.
Tras la expulsión de los jesuitas en 1767, el cabildo continuó bajo el liderazgo indígena, manteniendo su función organizativa y cultural. Sin embargo, la llegada de nuevos pobladores durante la explotación del caucho y la creación del Departamento del Beni en 1842 marginó a las comunidades indígenas.
El Cabildo perdió relevancia política, y su ubicación original frente a la plaza principal fue sustituida por la construcción de la Prefectura del Beni. A pesar de esto, la institución siguió funcionando de manera informal hasta que en 1968 obtuvo un terreno para su infraestructura, que fue ampliada y remodelada en varias ocasiones, destacando la construcción de una iglesia basada en la antigua capilla reduccional, finalizada en 1997. En 2010, se realizaron mejoras adicionales, aunque la creciente demanda de espacio continua latente.

## Organización
El Cabildo Indigenal está estructurado en dos niveles principales:
Cabildo Mayor
Es liderado por el corregidor, máxima autoridad, y lo componen:
- Capitán Grande
- Tres Caciques
- Tres Alcaldes
- Juez de Justicia
- Juez de Paz
- Albacea, fiscales y comisarios

Estas autoridades son elegidas por las ocho parcialidades o "wokrekono" existentes en Mojos, a través de sus representantes o “mayordomos”. La posesión oficial de los cargos se realiza durante la misa de Año Nuevo, dirigida por el Obispo de la Diócesis de Trinidad y esta organización indígena esta reconocida por las autoridades municipales.
Cabildo Menor
Incluye cargos relacionados con las actividades religiosas y culturales, como:
- Maestros de capilla
- Sacristanes
- Abadesas

Cuenta con su propia estructura, encabezada por una corregidora y cargos menores similares a los del Cabildo Mayor. 

## Rol cultural y festivo
El cabildo organiza eventos como la Chope Piesta, una celebración emblemática en la que esta festividad reafirma su identidad cultural mediante actividades como el jocheo de toros, el palo ensebao y danzas tradicionales como el Machetero, las cuales son preparadas con esmero y en coordinación con el gobierno municipal.